# Álvaro Pereira
Álvaro Daniel Pereira Barragán (Montevideo, 28 november 1985) is een Uruguayaans voetballer die sinds medio 2012 onder contract staat bij de Italiaanse voetbalclub Internazionale. Daarvoor speelde hij drie seizoenen voor FC Porto. Hij komt sinds 2008 uit voor Uruguay, waarmee hij in 2010 op het WK in Zuid-Afrika en in 2014 op het WK in Brazilië actief was.

## Clubstatistieken
| Seizoen | Club               | Competitie          | Duels | Goals |
| ------- | ------------------ | ------------------- | ----- | ----- |
| 2004    | Miramar            | Primera División    | 12    | 0     |
| 2005    | Miramar            | Primera División    | 16    | 1     |
| 2005/06 | Quilmes            | Apertura & Clausura | 5     | 0     |
| 2006/07 | Quilmes            | Apertura & Clausura | 28    | 0     |
| 2007/08 | Argentinos Juniors | Apertura & Clausura | 35    | 11    |
| 2008/09 | CFR Cluj           | Liga 1              | 29    | 1     |
| 2009/10 | FC Porto           | SuperLiga           | 28    | 1     |
| 2010/11 | FC Porto           | SuperLiga           | 21    | 0     |
| 2011/12 | FC Porto           | SuperLiga           | 23    | 1     |
| 2012/13 | FC Porto           | SuperLiga           | 0     | 0     |
| 2012/13 | Internazionale     | Serie A             | 28    | 1     |
| 2013/14 | Internazionale     | Serie A             | 5     | 0     |
| 2013/14 | → São Paulo FC     | Série A             | 21    | 0     |
| 2014/15 | → Club Estudiantes | Primera División    | 21    | 1     |
| 2015/16 | Club Estudiantes   | Primera División    | 0     | 0     |
| 2015/16 | → Getafe CF        | Primera División    | 6     | 0     |
| 2016/17 | → Cerro Porteño    | Liga Paraguaya      | ?     | ?     |
| Totaal  | Totaal             | Totaal              | 234   | 16    |

2 Vinícius ·
3 Lewis ·
4 Longo ·
5 Arboleda ·
6 Welington ·
7 Moura ·
8 Galoppo ·
9 Calleri ·
10 Luciano ·
11 Nestor ·
13 Rafinha  ·
15 Araújo ·
16 Gustavo ·
17 Silva · 
18 Rodriguinho ·
20 Antônio ·
21 Bobadilla ·
22 Tressoldi ·
23 Rafael ·
25 Alisson ·
26 Liziero ·
27 Rato ·
28 Franco ·
29 Maia ·
30 Moreira ·
32 Ferraresi ·
33 Erick ·
35 Sabino ·
36 Lanza ·
37 Carmo ·
39 Gomes ·
44 Belém ·
46 Negrucci ·
47 Ferreira ·
50 Moraes ·
93 Jandrei ·
Coach: Zubeldía 
· Assistent-coach: Cruz